# Jayce Olivero
Jayce Lee Mascarenhas-Olivero, noto comunemente come Jayce Olivero (Gibilterra, 2 luglio 1998), è un calciatore gibilterriano, difensore del St Joseph's e della nazionale gibilterriana.

## Carriera

### Club
Nato a Gibilterra, inizia a giocare a calcio nel settore giovanile del Lions Gibraltar.
Nel 2014, a 16 anni, viene aggregato in prima squadra ottenendo le prime presenze in massima serie. L'estate successiva va in Inghilterra per fare un provino con il West Ham Utd, terminata l'esperienza fa ritorno ai Lions.
Dopo essersi ritagliato stazione nell'undici titolare, nel febbraio 2016 fa un altro provino, stavolta con il Leicester City.
Durante lo stesso viene notato da degli osservatori e si trasferisce in Inghilterra all'Abingdon United, proseguendo contemporaneamente i suoi studi.
Nella sua prima stagione al club, aiuta la compagine a raggiungere il secondo posto nella Hellenic League Division One West e, conseguentemente, la promozione.
Dopo altri due anni in Inghilterra nel 2019 torna in patria, firmando un contratto con l'Europa FC.
Il 27 giugno dello stesso debutta fa il proprio debutto sia con i neroverdi che nelle competizioni confederali europee, giocando il turno preliminare di Europa League contro gli andorrani del Sant Julià.
Negli anni successivi diventa capitano dei neroverdi e aiuta il club a raggiungere buoni risultati in campo nazionale, sfiorando anche la vittoria del titolo nel 2020, perso soltanto a causa dell'interruzione della competizione per la pandemia di COVID-19.
Il 30 agosto 2023 lascia ufficialmente l'Europa FC dopo quattro anni trasferendosi a titolo definitivo ai danesi del Helsingør, militante nella seconda serie danese, diventando contestualmente il primo gibilterriano a giocare in suolo danese.

### Nazionale
Ha esordito con la Nazionale maggiore di Gibilterra nel 2016.

## Statistiche

### Cronologia presenze e reti in nazionale
| Cronologia completa delle presenze e delle reti in nazionale ― Gibilterra | Cronologia completa delle presenze e delle reti in nazionale ― Gibilterra | Cronologia completa delle presenze e delle reti in nazionale ― Gibilterra | Cronologia completa delle presenze e delle reti in nazionale ― Gibilterra | Cronologia completa delle presenze e delle reti in nazionale ― Gibilterra | Cronologia completa delle presenze e delle reti in nazionale ― Gibilterra | Cronologia completa delle presenze e delle reti in nazionale ― Gibilterra | Cronologia completa delle presenze e delle reti in nazionale ― Gibilterra |
| Data                                                                      | Città                                                                     | In casa                                                                   | Risultato                                                                 | Ospiti                                                                    | Competizione                                                              | Reti                                                                      | Note                                                                      |
| ------------------------------------------------------------------------- | ------------------------------------------------------------------------- | ------------------------------------------------------------------------- | ------------------------------------------------------------------------- | ------------------------------------------------------------------------- | ------------------------------------------------------------------------- | ------------------------------------------------------------------------- | ------------------------------------------------------------------------- |
| 23-3-2016                                                                 | Gibilterra                                                                | Gibilterra                                                                | 0 – 0                                                                     | Liechtenstein                                                             | Amichevole                                                                | -                                                                         |                                                                           |
| 29-3-2016                                                                 | Gibilterra                                                                | Gibilterra                                                                | 0 – 5                                                                     | Lettonia                                                                  | Amichevole                                                                | -                                                                         |                                                                           |
| 1-9-2016                                                                  | Porto                                                                     | Portogallo                                                                | 5 – 0                                                                     | Gibilterra                                                                | Amichevole                                                                | -                                                                         |                                                                           |
| 7-10-2016                                                                 | Tallinn                                                                   | Estonia                                                                   | 4 – 0                                                                     | Gibilterra                                                                | Qual. Mondiali 2018                                                       | -                                                                         |                                                                           |
| 10-10-2016                                                                | Faro                                                                      | Gibilterra                                                                | 0 – 6                                                                     | Belgio                                                                    | Qual. Mondiali 2018                                                       | -                                                                         |                                                                           |
| 13-11-2016                                                                | Strovolos                                                                 | Cipro                                                                     | 3 – 1                                                                     | Gibilterra                                                                | Qual. Mondiali 2018                                                       | -                                                                         |                                                                           |
| 9-6-2017                                                                  | Faro                                                                      | Gibilterra                                                                | 1 – 2                                                                     | Cipro                                                                     | Qual. Mondiali 2018                                                       | -                                                                         |                                                                           |
| 31-8-2017                                                                 | Liegi                                                                     | Belgio                                                                    | 9 – 0                                                                     | Gibilterra                                                                | Qual. Mondiali 2018                                                       | -                                                                         |                                                                           |
| 3-9-2017                                                                  | Faro                                                                      | Gibilterra                                                                | 0 – 4                                                                     | Bosnia ed Erzegovina                                                      | Qual. Mondiali 2018                                                       | -                                                                         |                                                                           |
| 7-10-2017                                                                 | Faro                                                                      | Gibilterra                                                                | 0 – 6                                                                     | Estonia                                                                   | Qual. Mondiali 2018                                                       | -                                                                         |                                                                           |
| 10-10-2017                                                                | Atene                                                                     | Grecia                                                                    | 4 – 0                                                                     | Gibilterra                                                                | Qual. Mondiali 2018                                                       | -                                                                         |                                                                           |
| 25-3-2018                                                                 | Gibilterra                                                                | Gibilterra                                                                | 1 – 0                                                                     | Lettonia                                                                  | Amichevole                                                                | -                                                                         |                                                                           |
| 6-9-2018                                                                  | Gibilterra                                                                | Gibilterra                                                                | 0 – 2                                                                     | Macedonia del Nord                                                        | UEFA Nations League 2018-2019 - 1º turno                                  | -                                                                         |                                                                           |
| 9-9-2018                                                                  | Gibilterra                                                                | Liechtenstein                                                             | 2 – 0                                                                     | Gibilterra                                                                | UEFA Nations League 2018-2019 - 1º turno                                  | -                                                                         |                                                                           |
| 13-10-2018                                                                | Erevan                                                                    | Armenia                                                                   | 0 – 1                                                                     | Gibilterra                                                                | UEFA Nations League 2018-2019 - 1º turno                                  | -                                                                         |                                                                           |
| 16-10-2018                                                                | Gibilterra                                                                | Gibilterra                                                                | 2 – 1                                                                     | Liechtenstein                                                             | UEFA Nations League 2018-2019 - 1º turno                                  | -                                                                         |                                                                           |
| 16-11-2018                                                                | Gibilterra                                                                | Gibilterra                                                                | 2 – 6                                                                     | Armenia                                                                   | UEFA Nations League 2018-2019 - 1º turno                                  | -                                                                         |                                                                           |
| 19-11-2018                                                                | Skopje                                                                    | Macedonia                                                                 | 4 – 0                                                                     | Gibilterra                                                                | UEFA Nations League 2018-2019 - 1º turno                                  | -                                                                         |                                                                           |
| 23-3-2019                                                                 | Gibilterra                                                                | Gibilterra                                                                | 0 – 1                                                                     | Irlanda                                                                   | Qual. Euro 2020                                                           | -                                                                         |                                                                           |
| 26-3-2019                                                                 | Gibilterra                                                                | Gibilterra                                                                | 0 – 1                                                                     | Estonia                                                                   | Amichevole                                                                | -                                                                         |                                                                           |
| 7-6-2019                                                                  | Tbilisi                                                                   | Georgia                                                                   | 3 – 0                                                                     | Gibilterra                                                                | Qual. Euro 2020                                                           | -                                                                         |                                                                           |
| 10-6-2019                                                                 | Dublino                                                                   | Irlanda                                                                   | 2 – 0                                                                     | Gibilterra                                                                | Qual. Euro 2020                                                           | -                                                                         |                                                                           |
| 5-9-2019                                                                  | Gibilterra                                                                | Gibilterra                                                                | 0 – 6                                                                     | Danimarca                                                                 | Qual. Euro 2020                                                           | -                                                                         |                                                                           |
| 8-9-2019                                                                  | Sion                                                                      | Svizzera                                                                  | 4 – 0                                                                     | Gibilterra                                                                | Qual. Euro 2020                                                           | -                                                                         |                                                                           |
| 10-10-2019                                                                | Pristina                                                                  | Kosovo                                                                    | 1 – 0                                                                     | Gibilterra                                                                | Amichevole                                                                | -                                                                         |                                                                           |
| 15-10-2019                                                                | Gibilterra                                                                | Gibilterra                                                                | 2 – 3                                                                     | Georgia                                                                   | Qual. Euro 2020                                                           | -                                                                         |                                                                           |
| 15-11-2019                                                                | Copenaghen                                                                | Danimarca                                                                 | 6 – 0                                                                     | Gibilterra                                                                | Qual. Euro 2020                                                           | -                                                                         |                                                                           |
| 5-9-2020                                                                  | Gibilterra                                                                | Gibilterra                                                                | 1 – 0                                                                     | San Marino                                                                | UEFA Nations League 2020-2021 - 1º turno                                  | -                                                                         |                                                                           |
| 7-10-2020                                                                 | Ta' Qali                                                                  | Malta                                                                     | 2 – 0                                                                     | Gibilterra                                                                | Amichevole                                                                | -                                                                         |                                                                           |
| 10-10-2020                                                                | Vaduz                                                                     | Liechtenstein                                                             | 0 – 1                                                                     | Gibilterra                                                                | UEFA Nations League 2020-2021 - 1º turno                                  | -                                                                         |                                                                           |
| 11-11-2020                                                                | Sofia                                                                     | Bulgaria                                                                  | 3 – 0                                                                     | Gibilterra                                                                | Amichevole                                                                | -                                                                         |                                                                           |
| 14-11-2020                                                                | Serravalle                                                                | San Marino                                                                | 0 – 0                                                                     | Gibilterra                                                                | UEFA Nations League 2020-2021 - 1º turno                                  | -                                                                         |                                                                           |
| 17-11-2020                                                                | Gibilterra                                                                | Gibilterra                                                                | 1 – 1                                                                     | Liechtenstein                                                             | UEFA Nations League 2020-2021 - 1º turno                                  | -                                                                         |                                                                           |
| 24-3-2021                                                                 | Gibilterra                                                                | Gibilterra                                                                | 0 – 3                                                                     | Norvegia                                                                  | Qual. Mondiali 2022                                                       | -                                                                         |                                                                           |
| 8-10-2021                                                                 | Gibilterra                                                                | Gibilterra                                                                | 0 – 3                                                                     | Montenegro                                                                | Qual. Mondiali 2022                                                       | -                                                                         |                                                                           |
| 11-10-2021                                                                | Rotterdam                                                                 | Paesi Bassi                                                               | 6 – 0                                                                     | Gibilterra                                                                | Qual. Mondiali 2022                                                       | -                                                                         |                                                                           |
| 13-11-2021                                                                | Istanbul                                                                  | Turchia                                                                   | 6 – 0                                                                     | Gibilterra                                                                | Qual. Mondiali 2022                                                       | -                                                                         | 22’                                                                       |
| 23-3-2022                                                                 | Gibilterra                                                                | Gibilterra                                                                | 0 – 0                                                                     | Grenada                                                                   | Amichevole                                                                | -                                                                         | 83’                                                                       |
| 26-3-2022                                                                 | Gibilterra                                                                | Gibilterra                                                                | 0 – 0                                                                     | Fær Øer                                                                   | Amichevole                                                                | -                                                                         |                                                                           |
| 5-6-2022                                                                  | Gibilterra                                                                | Gibilterra                                                                | 0 – 2                                                                     | Macedonia del Nord                                                        | UEFA Nations League 2022-2023 - 1º turno                                  | -                                                                         |                                                                           |
| 9-6-2022                                                                  | Gibilterra                                                                | Gibilterra                                                                | 1 – 1                                                                     | Bulgaria                                                                  | UEFA Nations League 2022-2023 - 1º turno                                  | -                                                                         |                                                                           |
| 12-6-2022                                                                 | Skopje                                                                    | Macedonia del Nord                                                        | 4 – 0                                                                     | Gibilterra                                                                | UEFA Nations League 2022-2023 - 1º turno                                  | -                                                                         |                                                                           |
| 23-9-2022                                                                 | Razgrad                                                                   | Bulgaria                                                                  | 5 – 1                                                                     | Gibilterra                                                                | UEFA Nations League 2022-2023 - 1º turno                                  | -                                                                         |                                                                           |
| 26-9-2022                                                                 | Gibilterra                                                                | Gibilterra                                                                | 1 – 2                                                                     | Georgia                                                                   | UEFA Nations League 2022-2023 - 1º turno                                  | -                                                                         |                                                                           |
| 16-11-2022                                                                | Gibilterra                                                                | Gibilterra                                                                | 2 – 0                                                                     | Liechtenstein                                                             | Amichevole                                                                | -                                                                         |                                                                           |
| 19-11-2022                                                                | Gibilterra                                                                | Gibilterra                                                                | 1 – 0                                                                     | Andorra                                                                   | Amichevole                                                                | -                                                                         |                                                                           |
| 24-3-2023                                                                 | Faro                                                                      | Gibilterra                                                                | 0 – 3                                                                     | Grecia                                                                    | Qual. Euro 2024                                                           | -                                                                         |                                                                           |
| 27-3-2023                                                                 | Rotterdam                                                                 | Paesi Bassi                                                               | 3 – 0                                                                     | Gibilterra                                                                | Qual. Euro 2024                                                           | -                                                                         |                                                                           |
| 16-6-2023                                                                 | Faro                                                                      | Gibilterra                                                                | 0 – 3                                                                     | Francia                                                                   | Qual. Euro 2024                                                           | -                                                                         |                                                                           |
| 19-6-2023                                                                 | Dublino                                                                   | Irlanda                                                                   | 3 – 0                                                                     | Gibilterra                                                                | Qual. Euro 2024                                                           | -                                                                         |                                                                           |
| 11-10-2023                                                                | Wrexham                                                                   | Galles                                                                    | 4 – 0                                                                     | Gibilterra                                                                | Amichevole                                                                | -                                                                         | 46’                                                                       |
| 16-10-2023                                                                | Faro                                                                      | Gibilterra                                                                | 0 – 4                                                                     | Irlanda                                                                   | Qual. Euro 2024                                                           | -                                                                         | 68’                                                                       |
| 18-11-2023                                                                | Nizza                                                                     | Francia                                                                   | 14 – 0                                                                    | Gibilterra                                                                | Qual. Euro 2024                                                           | -                                                                         | 61’                                                                       |
| 21-11-2023                                                                | Faro                                                                      | Gibilterra                                                                | 0 – 6                                                                     | Paesi Bassi                                                               | Qual. Euro 2024                                                           | -                                                                         |                                                                           |
| 21-3-2024                                                                 | Faro                                                                      | Gibilterra                                                                | 0 – 1                                                                     | Lituania                                                                  | UEFA Nations League 2022-2023 - Playout                                   | -                                                                         |                                                                           |
| 26-3-2024                                                                 | Kaunas                                                                    | Lituania                                                                  | 1 – 0                                                                     | Gibilterra                                                                | UEFA Nations League 2022-2023 - Playout                                   | -                                                                         |                                                                           |
| 3-6-2024                                                                  | Faro                                                                      | Gibilterra                                                                | 0 – 2                                                                     | Scozia                                                                    | Amichevole                                                                | -                                                                         |                                                                           |
| 6-6-2024                                                                  | Faro                                                                      | Gibilterra                                                                | 0 – 0                                                                     | Galles                                                                    | Amichevole                                                                | -                                                                         |                                                                           |
| 4-9-2024                                                                  | Gibilterra                                                                | Gibilterra                                                                | 1 – 0                                                                     | Andorra                                                                   | Amichevole                                                                | -                                                                         |                                                                           |
| 8-9-2024                                                                  | Gibilterra                                                                | Gibilterra                                                                | 2 – 2                                                                     | Liechtenstein                                                             | UEFA Nations League 2024-2025 - 1º turno                                  | -                                                                         | 47’                                                                       |
| 10-10-2024                                                                | Gibilterra                                                                | Gibilterra                                                                | 1 – 0                                                                     | San Marino                                                                | UEFA Nations League 2024-2025 - 1º turno                                  | -                                                                         |                                                                           |
| 13-10-2024                                                                | Vaduz                                                                     | Liechtenstein                                                             | 0 – 0                                                                     | Gibilterra                                                                | UEFA Nations League 2024-2025 - 1º turno                                  | -                                                                         |                                                                           |
| 15-11-2024                                                                | Serravalle                                                                | San Marino                                                                | 1 – 1                                                                     | Gibilterra                                                                | UEFA Nations League 2024-2025 - 1º turno                                  | -                                                                         |                                                                           |
| Totale                                                                    |                                                                           | Presenze                                                                  | 63                                                                        |                                                                           | Reti                                                                      | 0                                                                         |                                                                           |